# San Diego Opera

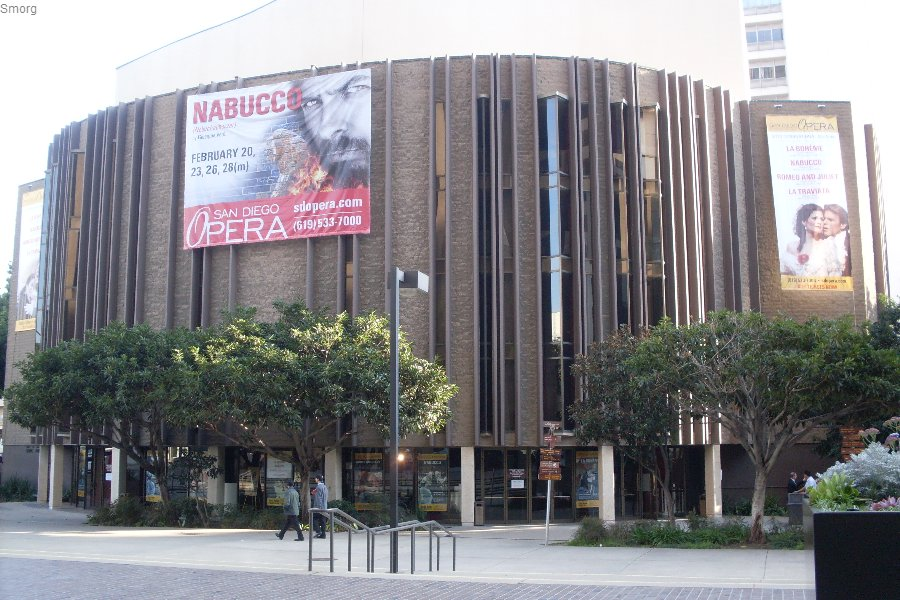
San Diego Civic Theater (Opera House) gennaio 2010

La San Diego Opera Association (SDO) è una compagnia d'opera professionistica situata nella città di San Diego, in California. Fu costituita nel 1965, quando presentava opere sotto il nome di San Diego Opera, è membro dell'associazione professionale OPERA America, che la classificò tra le prime dieci compagnie d'opera negli Stati Uniti.
La compagnia era stata fondata nel 1950 come San Diego Opera Guild, originariamente per presentare produzioni itineranti della San Francisco Opera nella zona di San Diego. La SDO iniziò a mettere in scena le proprie produzioni nel 1965, la prima delle quali fu La bohème. Fin dall'inizio, la compagnia si esibì al San Diego Civic Theater nel centro di San Diego. Fino alla grande recessione del 2008, ha presentato cinque opere per ogni stagione; nel 2008 le produzioni furono ridotte a quattro, in programma da gennaio ad aprile.
Nel marzo 2014 il consiglio dell'opera annunciò che la stagione 2014 sarebbe stata l'ultima, ma questa decisione fu successivamente annullata dal consiglio di amministrazione della compagnia e fu annunciata una versione ridotta della stagione 2015 pianificata, riducendo il numero dei titoli da quattro a tre.

## Amministrazione
Il direttore generale fondatore della SDO era Walter Herbert, che lavorò in quella posizione dal 1965 fino alla sua morte nel 1975. Tito Capobianco ricoprì il ruolo di direttore generale dal 1976 al 1983 e durante questo periodo "estese la stagione a sei produzioni, con rinomate superstar come Joan Sutherland, Luciano Pavarotti e Beverly Sills", iniziando inoltre un Festival Verdiano annuale in due opere, cessato nel 1984 dopo la sua partenza.
Il direttore d'orchestra residente della SDO è Karen Keltner. Dal 2005, il direttore principale ospite è stato Edoardo Müller.
Tra il 1983 ed il maggio 2014 il direttore generale è stato Ian Campbell che ha ottenuto un notevole successo, oltre a creare stabilità finanziaria per la compagnia. Campbell lasciò la compagnia nel maggio 2014, facendo seguito alla sua raccomandazione polemica di chiudere l'opera.
Dopo la partenza di Campbell, fu annunciato il 30 maggio che l'ex direttore della Lyric Opera di Chicago, William Mason, era stato nominato nella nuova posizione di consigliere artistico della SDO. Mason commentò: "Vogliono che guidi la compagnia durante la prossima stagione o due ... Finirò alcuni dettagli artistici e di produzione, contribuirò a ridurre le spese e far lavorare insieme il consiglio e lo staff per capire cosa l'azienda possa e dovrebbe fare mentre progredisce."
Nel marzo 2015 la compagnia annunciò l'assunzione di David Bennett, direttore esecutivo della Gotham Chamber Opera, come direttore generale della San Diego Opera, effettivo dal 15 giugno 2015.

## Interpreti di rilievo
Dal 2005, i musicisti della San Diego Symphony si sono esibiti come l'orchestra per l'opera di San Diego.
Artisti degni di nota, oltre a quelli sopra nominati, che si sono esibiti con l'opera di San Diego comprendono Ferruccio Furlanetto, Denyce Graves, Richard Bonynge, Richard Leech, Plácido Domingo, Renée Fleming, Jane Eaglen, Richard Margison, Jerry Hadley, Vivica Genaux, Isabel Bayrakdarian, James Westman e Carol Vaness.
Tra le produzioni di rilievo ci sono le anteprime mondiali di La Loca di Gian Carlo Menotti (1979, scritto e interpretato da Beverly Sills), The Conquistador (1993) di Myron Fink e Medea di Alva Henderson. Le prime degli Stati Uniti hanno incluso Rapaccini's Daughter di Daniel Catán, Der junge Lord di Hans Werner Henze, Giulietta e Romeo di Riccardo Zandonai e Gwendoline di Emmanuel Chabrier.
Altre produzioni e produzioni degne di nota includono l'esibizione di addio di Beverly Sills al fianco di Joan Sutherland in Il pipistrello; le produzioni commissionate dall'Opera di San Diego da Zandra Rhodes di Il flauto magico (2001) e I pescatori di perle (2004); e le anteprime della West Coast di Giovanna d'Arco e I Lombardi alla prima crociata di Giuseppe Verdi e di L'amore delle tre melarance di Sergei Prokofiev.

## Proposta di sciogliere la compagnia, Marzo/Aprile 2014
Il 19 marzo 2014 il consiglio di amministrazione della compagnia votò per cessare le operazioni dopo la sua esibizione finale del 13 aprile 2014, citando il calo dell'audience e l'aumento dei costi. L'annuncio fu uno shock per il pubblico, perché la compagnia non aveva debiti e non aveva dato alcun indizio che stesse pensando alla chiusura; il regista Campbell spiegò che il consiglio aveva deciso di "lasciare con dignità e grazia" piuttosto che fallire. Tuttavia, in una riunione del consiglio speciale del 31 marzo, il consiglio votò per ritardare la chiusura fino al 29 aprile, per concedere più tempo ai principali donatori per farsi avanti e prendere in considerazione altre opzioni che potessero eventualmente salvare la stagione 2015. Nel frattempo, il sindacato che rappresentava i cantanti, i membri del coro e il personale addetto alla produzione presentò diverse denunce al Consiglio nazionale delle relazioni sindacali circa la decisione di cessare le operazioni.
In un drammatico incontro del 17 aprile, il consiglio di amministrazione della compagnia votò per prorogare il termine ultimo di chiusura almeno fino al 19 maggio. Il presidente del consiglio e altri dodici membri si dimisero. Il membro del consiglio di amministrazione Carol Lazier fu scelto come presidente in carica; propose che l'opera si riorganizzasse piuttosto che chiudere. Fu riferito che l'organizzazione nazionale Opera America stava lavorando con i membri del consiglio di amministrazione per presentare una lista di possibili risparmi e riforme.
Il 25 aprile fu annunciato che il regista Campbell e la sua ex moglie, che era anche un amministratore di alto rango della compagnia, erano stati entrambi collocati in congedo amministrativo retribuito e che il comitato d'opera stava lanciando una campagna di raccolta fondi pubblica con l'obiettivo di raccogliere $ 1 milione per aiutare a sottoscrivere la stagione 2015.
Il 15 maggio fu annunciato che Campbell e la ex moglie avrebbero lasciato la compagnia. Dopo una riunione del consiglio di amministrazione del 16 maggio, il consiglio votò per annullare la decisione di chiusura.

## Stagione 2015
Nel maggio 2014 il consiglio di amministrazione annunciò i piani per una stagione 2015 composta da tre opere, La bohème, Don Giovanni e Nixon in China di John Adams, affermando allo stesso tempo che il suo obiettivo era di raccogliere $ 6,5 milioni ma che $ 4 milioni erano già stati messi insieme (compresi $ 2,1 milioni dal finanziamento collettivo).